# Noche (Villalba)
Noche (llamada oficialmente San Martiño de Noche) es una parroquia española del municipio de Villalba, en la provincia de Lugo, Galicia.

## Otras denominaciones
La parroquia también es conocida por el nombre de San Martín de Noche.

## Organización territorial
La parroquia está formada por dieciocho entidades de población, constando nueve de ellas en el nomenclátor del Instituto Nacional de Estadística español:
- A Brañeira
- A Carretera (A Estrada)
- A Casanova
- A Ribalonga
- A Veigalonga
- Casidoiro
- Cobo (Covo)
- Escourido
- Esperido
- Fabilos
- Fraga
- Igrexa (A Igrexa)
- Outeiro (O Outeiro)
- Parrocha (A Parrocha)
- Ramallal
- San Cibrao
- Suavila (Susavila)
- Xestas Brancas

## Demografía
| Gráfica de evolución demográfica de Noche entre 2000 y 2021 |
|                                                             |
| Datos según el nomenclátor publicado por el INE.            |